# Roland XP-50
O Roland XP-50 é um  instrumento tipo Music Workstation que combina os sons e recursos do módulo sintetizador Roland JV-1080, um  sequenciador da série MRC-Pro e um teclado de 61 teclas. Lançado pela primeira vez em 1995, o XP-50, juntamente com o XP-10, foram os dois primeiros produtos da série XP. Mais tarde foram lançados os modelos XP-80, XP-30 e XP-60.

## Gerador de Som
O Gerador de Som do XP-50 é capaz de produzir sons a partir de instruções recebidas de seus controles internos (teclado, pitch bend, etc.), do seu sequenciador e de instruções externas enviadas por dispositivos MIDI.
O XP-50 utiliza o processo de síntese por amostragem, e possui 512 formas de onda armazenadas em sua memória interna, que podem ser combinadas entre si para formar um patch. Assim como em muitos sintetizadores, o patch é a unidade de som do som produzida pelo XP-50. Um patch no XP-50 é formado pela combinação de até quatro tones.
Cada tone é composto por um Gerador de Ondas (WG), um Filtro Variável no Tempo (TVF), um Amplificador Variável no Tempo (TVA), três envelopes e dois LFOs. Os envelopes que realizam mudanças nas características do som durante o tempo, sendo que um envelope atua diretamente sobra o WG para produzir alterações de afinação, um envelope para o TVF para realizar alterações nas características de frequência e um envelope para o TVA que altera  ajustes de volume. Os LFOs realizam alterações cíclicas e podem atuar sobre o WG, o TVF ou sobre o TVA. A maioria das edições acontece a nível de tone.  
A memória interna do XP-50 possui 640 patches e divididos em cinco bancos de 128 cada. Desses bancos, quatro são Presets e não podem ser alterados. Um  destes é padrão General MIDI. As alterações feitas nos sons serão registrados no banco User. 
Para um uso multitimbral do XP-50, os patches são encaixados em "partes" de uma Performance. Este modo é utilizado para performances ao vivo e reprodução de músicas pelo sequenciador. Existem ao todo 96 performances, sendo que 32 estão na memória de usuário para alterações. 

### Placas de Expansão
O XP-50 possui 4 slots de expansão para aumento da quantidade de patches e de formas de onda, utilizando as placas de expansão da série SR-JV, compradas separadamente. Cada placa de expansão pode conter até 256 patches. 
| Código     | Nome                           | Código     | Nome                  |
| ---------- | ------------------------------ | ---------- | --------------------- |
| SR-JV80-01 | POP                            | SR-JV80-12 | Hip Hop               |
| SR-JV80-02 | Orchestral                     | SR-JV80-13 | Vocal Collection      |
| SR-JV80-03 | Piano                          | SR-JV80-14 | Asian                 |
| SR-JV80-04 | Vintage Syhtn                  | SR-JV80-15 | Special FX Collection |
| SR-JV80-05 | World                          | SR-JV80-16 | Orchestral II         |
| SR-JV80-06 | Dance                          | SR-JV80-17 | Country Collection    |
| SR-JV80-07 | Super Sound Set                | SR-JV80-18 | Latin Collection      |
| SR-JV80-08 | Keyboards of the 60's and 70's | SR-JV80-19 | House Collection      |
| SR-JV80-09 | Session                        | SR-JV80-98 | Experience II         |
| SR-JV80-10 | Bass and Drum                  | SR-JV80-99 | Experience            |
| SR-JV80-11 | Techno Collection              |            |                       |

## Efeitos
O XP-50 tem três unidades de efeitos que operam independentemente. A primeira é o chorus, que é somente um tipo. 
A segunda é o reverb. Existem ao todo oito tipos de reverberações: dois são do tipo Room, dois do tipo Hall, dois do tipo Stage, um Delay e um Pan-dly (delay estéreo).
A terceira é composta por um set de multi-efeitos com 40 efeitos (EFX), sendo que alguns são únicos e outros são efeitos combinados. 
Todos os parâmetros dos efeitos podem ser alteradas.
| Nº | Tipo       | Nº | Tipo                | Nº | Tipo                  | Nº | Tipo             |
| -- | ---------- | -- | ------------------- | -- | --------------------- | -- | ---------------- |
| 1  | Stereo EQ  | 11 | Hexa Chorus         | 21 | Time Control Delay    | 31 | Distortion→Delay |
| 2  | Overdrive  | 12 | Tremolo Chorus      | 22 | 2-Voice Pitch Shifter | 32 | Enhancer→Chorus  |
| 3  | Distortion | 13 | Space-D             | 23 | FBK Pitch Shifter     | 33 | Enhancer→Flanger |
| 4  | Phaser     | 14 | Stereo Chorus       | 24 | Reverb                | 34 | Enhancer→Delay   |
| 5  | Spectrum   | 15 | Stereo Flanger      | 25 | Gate Reverb           | 35 | Chorus→Delay     |
| 6  | Enhancer   | 16 | Step Flanger        | 26 | Overdrive→Chorus      | 36 | Flanger→Delay    |
| 7  | Auto-Wah   | 17 | Stereo Delay        | 27 | Overdrive→Flanger     | 37 | Chorus→Flanger   |
| 8  | Rotary     | 18 | Modulation Delay    | 28 | Overdrive→Delay       | 38 | Chorus/Delay     |
| 9  | Compressor | 19 | Triple-Tap Delay    | 29 | Distortion→Chorus     | 39 | Flanger/Delay    |
| 10 | Limiter    | 20 | Quadruple-Tap Delay | 30 | Distortion→Flanger    | 40 | Chorus/Flanger   |

## Sequenciador
O sequenciador interno de 16 pistas é derivado dos sequenciadores da série MRC e pode importar sequências gravados nessas máquinas, além de ser compatível com o padrão Standard MIDI Files (General MIDI).  
Há duas formas de realizar gravações: em tempo real e passo a passo. 
Além das 16 pistas, existe uma pista para gravações de padrões (patterns), uma pista para armazenar alterações no andamento de  tempo (Tempo Track) e uma pista para registrar alterações de compassos (Beat Track).
O sequenciador pode armazenar até 20.000 notas e 100 padrões.

## Armazenamento
O XP-50 possui um drive de 3,5 polegadas para a importação ou exportação de dados, dentre eles musicas gravadas no sequenciador e modificações dos Patches e Performances da memória de usuário (User).
Os disquetes compatíveis com o XP-50 são do tipo 2DD (720 kb) e 2HD (1,44 Mb).  A Roland disponibilizava com o XP-50 dois disquetes com músicas de demonstração e bancos de patch e performances.